# Champagnier
Champagnier este o comună în departamentul Isère din sud-estul Franței. În 2009 avea o populație de 1.226 de locuitori.

## Evoluția populației
| An        | 1975 | 1982 | 1990 | 1999 | 2006  | 2009  |
| --------- | ---- | ---- | ---- | ---- | ----- | ----- |
| Populație | 641  | 683  | 902  | 961  | 1.088 | 1.226 |